# كيفن دروري
كيفن دروري هو متزحلق حر كندي، ولد في 20 يوليو 1988 في تورونتو في كندا.

## وصلات خارجية
- كيفن دروري على موقع الاتحاد الدولي للتزلج (التزلج الحر) (الإنجليزية)
- كيفن دروري على موقع اللجنة الأولمبية الدولية (الإنجليزية)
- كيفن دروري على موقع أوليمبيديا (الإنجليزية)
- كيفن دروري على موقع اللجنة الأولمبية الكندية (الإنجليزية)